# Генічеська міська рада
Гені́чеська міська́ ра́да — орган місцевого самоврядування Генічеської міської громади в Генічеському районі Херсонської області. До 2020 року існувала як адміністративно-територіальна одиниця із центром в місті Генічеську.

## Якадміністративно-територіальна одиниця(до 2020 р.)
- Територія ради: 603,83 км²
- Населення ради: 20 487 осіб (станом на 1 січня 2011 року)
- Водоймища на території, підпорядкованій даній раді: Азовське море

### Населені пункти
Міській раді підпорядковані населені пункти:
- м. Генічеськ

## Склад ради
Рада складається з 40 депутатів та голови.
- Голова ради:
- Секретар ради: Кукса Юрій Дмитрович

### Керівний склад попередніх скликань
| Прізвище, ім'я, по батькові | Основні відомості                                               | Дата обрання | Дата звільнення |
| --------------------------- | --------------------------------------------------------------- | ------------ | --------------- |
| Кельбус Сергій Олексійович  | Міський голова, 1953 року народження, безпартійний              | 26.03.2006   | 31.10.2010      |
| Пінаєв Олександр Вікторович | Міський голова, 1976 року народження, освіта вища, безпартійний | 31.10.2010   | 03.12.2012      |

Примітка: таблиця складена за даними сайту Верховної Ради України

### Депутати
За результатами місцевих виборів 2010 року депутатами ради стали:

#### За суб'єктами висування
| Суб'єкт висування                                       | Кількість обраних депутатів | %    |
| ------------------------------------------------------- | --------------------------- | ---- |
| Партія регіонів                                         | 24                          | 60   |
| Політична партія «Сильна Україна»                       | 5                           | 12,5 |
| Комуністична партія України                             | 3                           | 7,5  |
| Народна партія                                          | 3                           | 7,5  |
| Народна Екологічна партія                               | 2                           | 5    |
| Політична партія Всеукраїнське об'єднання «Батьківщина» | 2                           | 5    |
| Політична партія «Соціал-Патріотична Асамблея Слов'ян»  | 1                           | 2,5  |

#### За округами
| № округу                                                | Прізвище, ім'я, по батькові     | Дата визнання обраним | Освіта             | Партійна приналежність                                       | Відомості про обраного депутата                                  |
| ------------------------------------------------------- | ------------------------------- | --------------------- | ------------------ | ------------------------------------------------------------ | ---------------------------------------------------------------- |
| Комуністична партія України                             |                                 |                       |                    |                                                              |                                                                  |
| б/м                                                     | Чумаченко Світлана Миколаївна   | 03.11.2010            | вища               | член Комуністичної партії України                            | Азовторг, заступник директора                                    |
| б/м                                                     | Машкіна Людмила Олексіївна      | 03.11.2010            | вища               | член Комуністичної партії України                            | пенсіонер                                                        |
| б/м                                                     | Головко Таісія Іллівна          | 03.11.2010            | вища               | член Комуністичної партії України                            | пп. Головко, фізична особа-підприємець                           |
| Народна Екологічна партія                               |                                 |                       |                    |                                                              |                                                                  |
| б/м                                                     | Пінаєв Віталій Вікторович       | 03.11.2010            | вища               | позапартійний                                                | Державна прикордонна служба, дільничий інспектор                 |
| б/м                                                     | Пінаєва Наталя Ігорівна         | 03.11.2010            | вища               | член Народної Екологічної партії                             | фізична особа-підприємець                                        |
| Народна Партія                                          |                                 |                       |                    |                                                              |                                                                  |
| б/м                                                     | Разумний Віктор Петрович        | 03.11.2010            | вища               | член Народної партії                                         | фізична особа-підприємець                                        |
| б/м                                                     | Стрюков Олександр Сергійович    | 03.11.2010            | вища               | член Народної партії                                         | фізична особа-підприємець                                        |
| б/м                                                     | Пуляєв Роман Леонідович         | 09.11.2010            | вища               | член Народної партії                                         | фізична особа-підприємець                                        |
| Партія регіонів                                         |                                 |                       |                    |                                                              |                                                                  |
| б/м                                                     | Тулупов Олександр Васильович    | 03.11.2010            | вища               | член Партії регіонів                                         | фізична особа-підприємець                                        |
| б/м                                                     | Манулік Сергій Миколайович      | 03.11.2010            | вища               | член Партії регіонів                                         | пенсіонер                                                        |
| б/м                                                     | Берлімов Геннадій Васильович    | 03.11.2010            | середня            | член Партії регіонів                                         | фізична особа-підприємець                                        |
| б/м                                                     | Чернов Ігор Валентинович        | 03.11.2010            | середня            | член Партії регіонів                                         | приватний підприємець Чернова Н. З., виконавчий директор         |
| б/м                                                     | Єрьоменко Тетяна Анатолівна     | 03.11.2010            | середня            | член Партії регіонів                                         | фізична особа-підприємець                                        |
| б/м                                                     | Ананьєв Сергій Іванович         | 03.11.2010            | вища               | член Партії регіонів                                         | Комунальне підприємство «Азовкомунсервіс», директор              |
| б/м                                                     | Хазіков Равшан Айдіншайович     | 03.11.2010            | вища               | член Партії регіонів                                         | фізична особа-підприємець                                        |
| 1                                                       | Омельяненко Зоя Федорівна       | 03.11.2010            | середня            | член Партії регіонів                                         | Ясла-садок «Казка», завідувачка                                  |
| 2                                                       | Ксьонов Володимир Олегович      | 03.11.2010            | вища               | член Партії регіонів                                         | Районна державна адміністрація, головний спеціаліст              |
| 3                                                       | Волкова Ірина Олександрівна     | 03.11.2010            | вища               | член Партії регіонів                                         | тимчасово не працює                                              |
| 4                                                       | Ніколаєнко Валентина Миколаївна | 03.11.2010            | вища               | член Партії регіонів                                         | Районна державна адміністрація, спеціаліст                       |
| 5                                                       | Кукса Юрій Дмитрович            | 03.11.2010            | середня            | член Партії регіонів                                         | пенсіонер                                                        |
| 7                                                       | Шевкієв Ібрагім Саідович        | 03.11.2010            | вища               | член Партії регіонів                                         | Виробниче управління водно-каналізаційного господарства, майстер |
| 8                                                       | Остапчук Володимир Михайлович   | 03.11.2010            | вища               | член Партії регіонів                                         | Районна державна адміністрація, заступник голови                 |
| 9                                                       | Гловак Іван Євгенович           | 03.11.2010            | середня            | член Партії регіонів                                         | ЖЕК № 1, головний інженер                                        |
| 11                                                      | Сергеєв Андрій Віталійович      | 03.11.2010            | вища               | член Партії регіонів                                         | приватний підприємець                                            |
| 12                                                      | Золотарьова Любов Олександрівна | 03.11.2010            | вища               | член Партії регіонів                                         | Районна державна адміністрація, заступник керівника апарату      |
| 13                                                      | Дубич Василь Євгенович          | 03.11.2010            | середня            | член Партії регіонів                                         | пенсіонер                                                        |
| 14                                                      | Швець Віктор Вікторович         | 03.11.2010            | вища               | член Партії регіонів                                         | Херсонське відділення страхової кампанії, директор               |
| 15                                                      | Швадченко Ігор Анатолійович     | 03.11.2010            | вища               | член Партії регіонів                                         | ЦРЛ, лікар                                                       |
| 16                                                      | Кравченко Ірина Петрівна        | 03.11.2010            | вища               | член Партії регіонів                                         | Генічеський ясла-садок"Колосок", завідувачка                     |
| 17                                                      | Новокреницька Ольга Анатоліївна | 03.11.2010            | вища               | член Партії регіонів                                         | Генічеська міська рада, секретар                                 |
| 19                                                      | Надушний Ігор Вікторович        | 03.11.2010            | вища               | член Партії регіонів                                         | ВАТ «Херсонгаз», головнийінженер                                 |
| 20                                                      | Шведов Анатолій Іванович        | 14.10.2013            | вища               | член Партії регіонів                                         | Генічеське ПТУ-27, директор                                      |
| Політична партія Всеукраїнське об'єднання «Батьківщина» |                                 |                       |                    |                                                              |                                                                  |
| б/м                                                     | Панайотова Лідія Мартинівна     | 03.11.2010            | середня спеціальна | член Всеукраїнського об'єднання «Батьківщина»                | ДБТІ, головний інженер                                           |
| б/м                                                     | Кобець Людмила Семенівна        | 03.11.2010            | вища               | член Всеукраїнського об'єднання «Батьківщина»                | фізична особа-підприємець                                        |
| Політична партія «Сильна Україна»                       |                                 |                       |                    |                                                              |                                                                  |
| б/м                                                     | Гурковський Володимир Євгенович | 03.11.2010            | середня спеціальна | член Політичної партії «Сильна Україна»                      | фізична особа-підприємець                                        |
| б/м                                                     | Сидоров Віктор Іванович         | 03.11.2010            | середня спеціальна | член Політичної партії «Сильна Україна»                      | тимчасово не працює                                              |
| 6                                                       | Тищенко Сергій Анатолійович     | 03.11.2010            | вища               | член Політичної партії «Сильна Україна»                      | Генічеський РВ ГУМНСУкраїни в Херсонській області, інженер ВНПД  |
| 10                                                      | Прядко Михайло Григорович       | 03.11.2010            | вища               | член Політичної партії «Сильна Україна»                      | Генічеськемедичнеучилище, викладач                               |
| 18                                                      | Кальницька Вікторія Марківна    | 03.11.2010            | вища               | член Політичної партії «Сильна Україна»                      | ТРК «Візит», редактор                                            |
| Політична партія «Соціал-Патріотична Асамблея Слов'ян»  |                                 |                       |                    |                                                              |                                                                  |
| б/м                                                     | Семейко Олександр Васильович    | 03.11.2010            | вища               | член Політичної партії «Соціал-Патріотична Асамблея Слов'ян» | фізична особа-підприємець                                        |